# Johan Huizinga
Johan Huizinga, nizozemski zgodovinar, * 7. december 1872, Groningen, Nizozemska, † 1. februar 1945, De Steeg, Nizozemska.
Huizinga velja za enega izmed očetov kulturne zgodovine. Leta 1905 je postal profesor obče in nizozemske zgodovine na Univerzi v Groningenu, nato pa je leta 1915 pričel predavati na Univerzi v Leidnu. Predaval je do leta 1942.